# Hymenophyllum vestitum
Hymenophyllum vestitum là một loài thực vật có mạch trong họ Hymenophyllaceae. Loài này được (C. Presl) Bosch miêu tả khoa học đầu tiên năm 1861.